# Fiodor Samokhine
Fiodor Samokhine (en russe : Фёдор Иванович Самохин) il était un écrivain soviétique, membre de l'Union des écrivains de l'URSS (depuis 1958). Auteur de plusieurs œuvres d'art sur la grande guerre patriotique, dont la plus célèbre était l'histoire Tcholponbaï sur l'exploit du Héros de l'Union soviétique Tcholponbaï Touleberdiev, qui a résisté à plusieurs rééditions. Pour ses services dans le domaine de la fiction et pour sa participation active à la propagande et au développement de la littérature soviétique kirghize, il a reçu trois lettres d'honneur du Présidium du Soviet suprême de la RSS du Kirghizistan.